# Portogruaro
Portogruaro ist eine italienische Stadt mit 24.398 Einwohnern (Stand 31. Dezember 2023) am Fluss Lemene im östlichen Venetien an der Grenze zu Friaul-Julisch Venetien, rund 60 km von Venedig entfernt.

## Name
Der Name Portogruaro kann nach vorherrschender Meinung als "Kranich-Hafen" übersetzt werden (porto = Hafen, gru = Kranich), was sich auch im Stadtwappen mit den zwei Kranichen widerspiegelt. Zur Blütezeit der venezianischen Republik war Portogruaro nämlich ein für den Handel Venedigs wichtiger Flusshafen und der Kranich war der typische Vogel der damaligen Sumpflandschaft. Eine alternative Interpretation leitet den Namensteil gruaro von lateinischen Gruarius (Wächter der Felder) ab, was dem ländlichen Charakter der Umgebung Portogruaros entsprechen würde.

## Geschichte
Die Gründung der Stadt geht auf eine Urkunde des Gervico, Bischof von Concordia, vom 10. Januar 1140 zurück. Mit dieser Urkunde überließ der Bischof den Hafenmeistern Giovanni Venerio, Arpone, Bertaldo, Berigoio, Enrico Mosca, Giovanni Salimbene und anderen Grundstücke am Ufer des Lemene zur Errichtung von Häusern, Lagerhäusern sowie eines Flusshafens. Erstmals urkundlich erwähnt wird die Gegend von Portogruaro bereits in einem Privileg Kaiser Ottos III. aus dem Jahre 986, mit dem dieser dem Bischof von Concordia die Herrschaft über das Gebiet übertrug.
Bereits im 10. Jahrhundert muss am rechten Ufer des Lemene eine befestigte Anlage existiert haben, die von den Bischöfen der Diözese Concordia als Wohnsitz errichtet wurde, da sie sich in den Ruinen der antiken römischen Stadt Iulia Concordia (heute Concordia Sagittaria) nicht mehr hinreichend sicher fühlten.

## Sehenswürdigkeiten

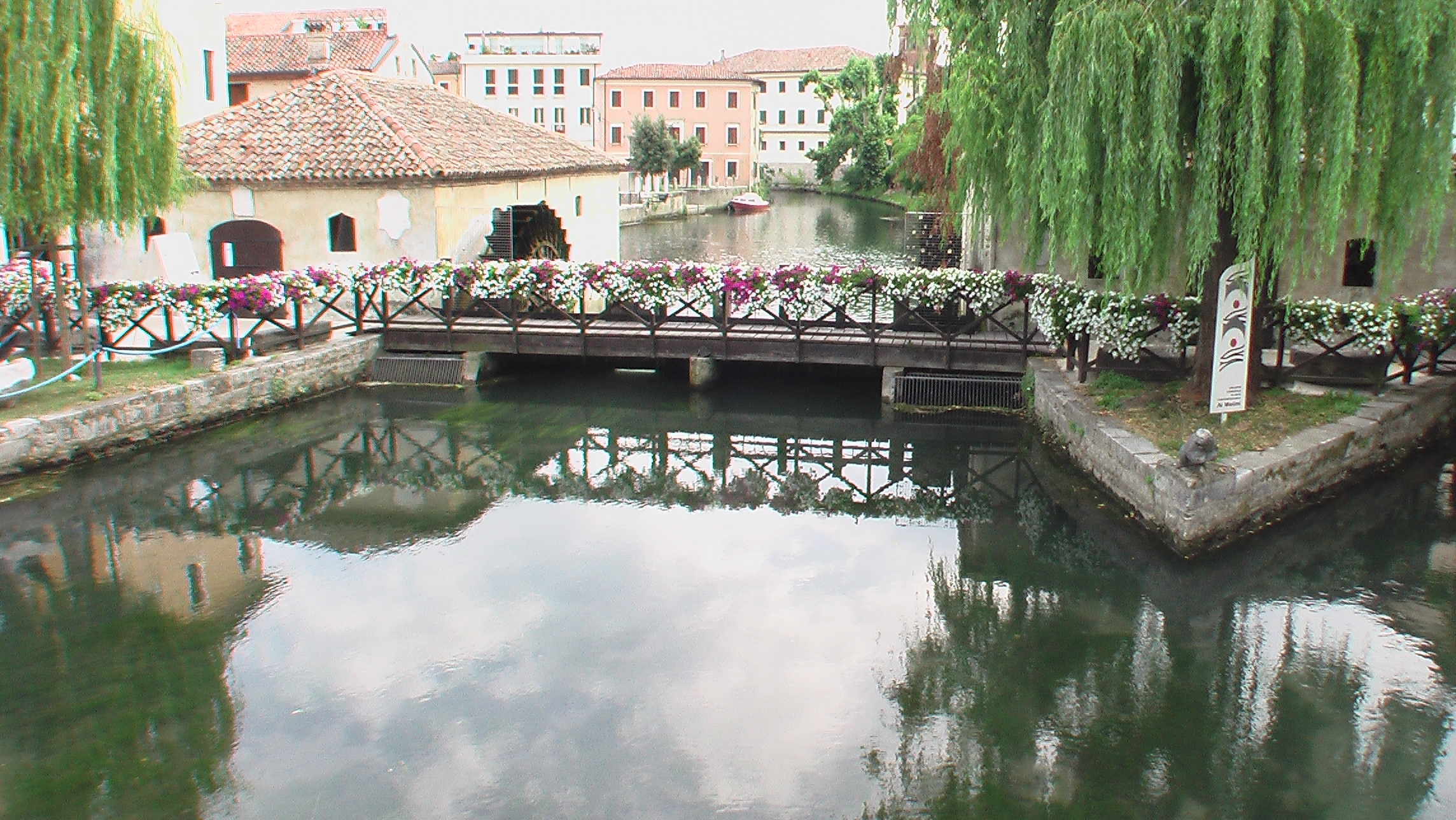
Antike Mühlen aus dem zwölften Jahrhundert

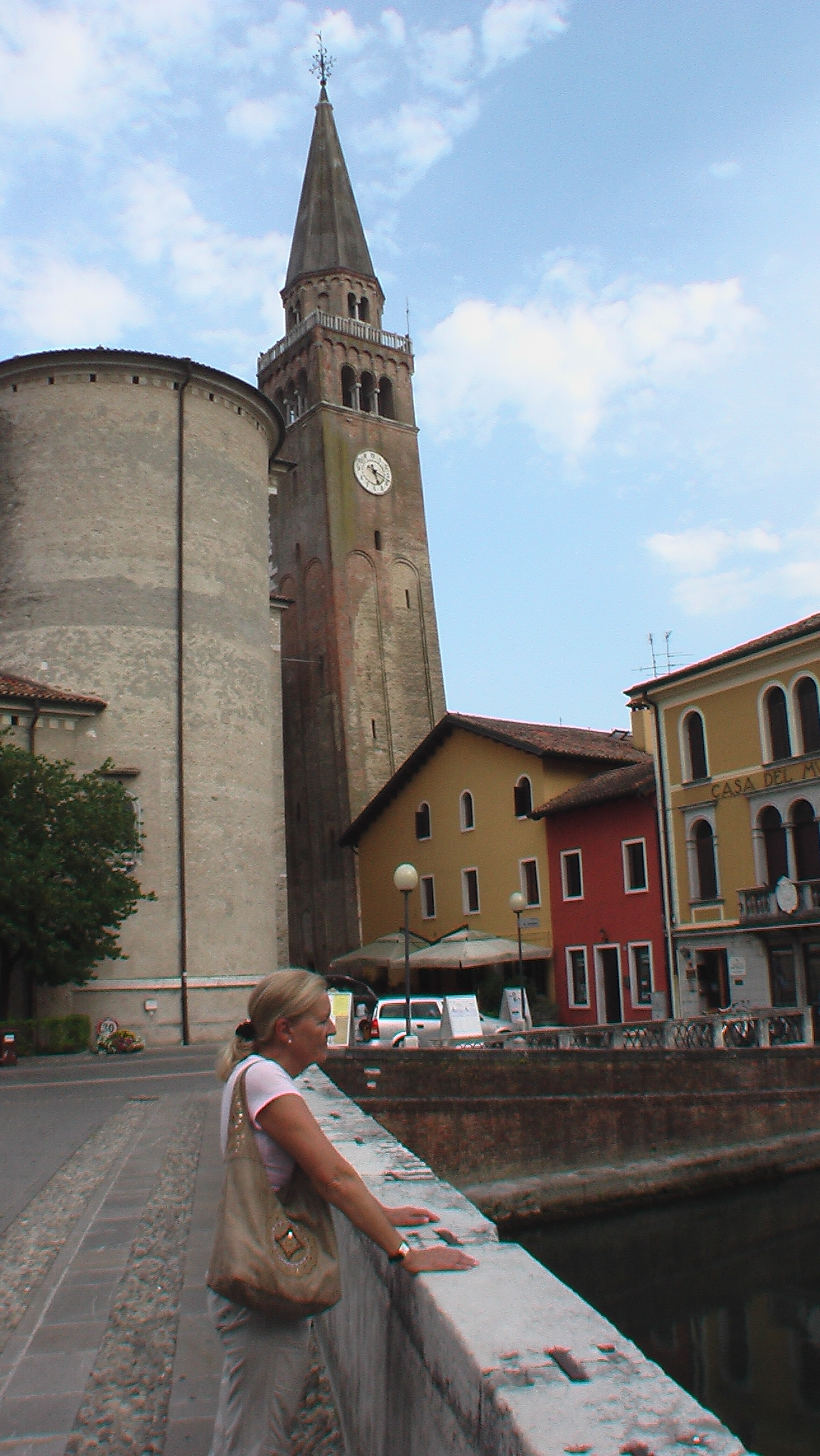
Der „Schiefe Turm“ von Portogruaro

Die von einer Ringstraße umschlossene Altstadt von Portogruaro ist im Stil der venezianischen Gotik und nahezu vollständig erhalten. Als architektonische Attraktionen gelten vor allem das Rathaus aus dem 13. Jahrhundert mit einem markanten Zinnenkranz, der schiefe Glockenturm des Doms zu Portogruaro und die alten Mühlen im Zentrum der Stadt.

### Schiefer Turm von Portogruaro
Der Campanile geht auf das 12. bis 13. Jahrhundert zurück. Im Jahr 1876 wurde der schon damals geneigte Turm von 47 auf aktuell 59 Meter inklusive aufgesetztem Turmkreuz erhöht, weshalb der Turm zwei unterschiedliche vertikale Achsen besitzt. In 31,87 Meter Höhe hängt der Turm 1,24 Meter in Richtung Nordost, in der Höhe von 58,86 Metern beträgt die Abweichung bereits 1,72 Meter. Seit dem Jahr 2003 wird der Turm vom Department of Mechanical and Structural Engineering der Universität Trento vermessen und kontrolliert. Am 36,74 Meter hohen Monitoringpunkt nimmt die Neigung jährlich um 2,67 Millimeter zu. Ein Projekt zur Stabilisierung des Turms wurde 2018 mit 4 Millionen Euro veranschlagt.

### Brunnen von Pilacorte
Gleich links vom Rathaus steht auf einem achteckigen Sockel eines der Wahrzeichen von Portogruaro, der Kranichbrunnen (pozzetto delle gru). Er wurde 1494 vom Bildhauer Giovanni Antonio Pilacorte gestaltet. An den Außenwänden des oktogonalen Brunnenbeckens sind neben dem Stadtwappen auch jene von Paolo Contarini und Jacopo Gabriel, die wahrscheinlich Ende des 15. Jahrhunderts Bürgermeister waren, herausgemeißelt. Die beiden Kraniche sind ein Werk von Valentino Turchetto, die er 1928 als Ersatz für die bei Kriegsende 1918 entwendeten Bronzefiguren schuf.
Ursprünglich stand der Kranichbrunnen etwas von seinem heutigen Standort entfernt. Gespeist wird er von einer unterirdischen Zisterne. Von dieser Zisterne berichtet eine Inschrift aus dem Jahre 1598, die sich rechts neben dem Stadtwappen befindet, dass selbige vom Bürgermeister Giovanni Balbi erneuert wurde, um sauberes Wasser zu erhalten. 
Im 18. Jahrhundert gelangte der Brunnen auf unerklärliche Weise in private Hände. Erst 1908 wurde er anlässlich der Einweihung des öffentlichen Aquädukts an die Gemeinde feierlich zurückgegeben.

Das Rathaus von Portogruaro

## Städtepartnerschaften
Städtepartnerschaften bestehen seit 1987 mit:
- Marmande, Frankreich
- Ejea de los Caballeros, Spanien

## Persönlichkeiten

### Söhne und Töchter
- Antonio Panciera (1350–1431), venetischer Kardinal
- Giulio Camillo (1480–1544), Schöpfer des Gedächtnistheaters
- Luigi Russolo (1885–1947), Maler und Komponist des Futurismus
- Renato Piccolo (* 1962), Radrennfahrer
- Roberto Amadio (* 1963), Radrennfahrer

### Personen mit besonderer Beziehung zur Stadt
- Julius Raab (1891–1964), Bundeskanzler der Republik Österreich (1953–1961), rettete als Kompanieführer der österreichischen Pioniere im November 1918 beim Rückzug die historische Brücke „Ponte dei Molini“ im Zentrum der Stadt vor der Zerstörung.